# Pseudocoris
Genre
Pseudocoris est un genre de poisson appartenant à l'ordre des Perciformes, et à la famille des Labridae. 

## Liste d'espèces
Selon World Register of Marine Species (5 octobre 2015) :
- Pseudocoris aequalis Randall & Walsh, 2008
- Pseudocoris aurantiofasciata Fourmanoir, 1971
- Pseudocoris bleekeri (Hubrecht, 1876)
- Pseudocoris heteroptera (Bleeker, 1857)
- Pseudocoris ocellata Chen & Shao, 1995
- Pseudocoris petila Allen & Erdmann, 2012
- Pseudocoris yamashiroi (Schmidt, 1931)

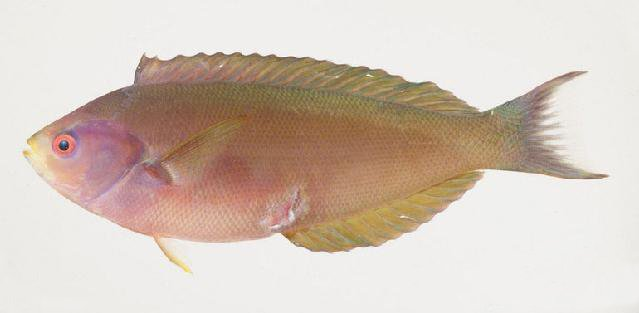
Pseudocoris aurantiofasciata
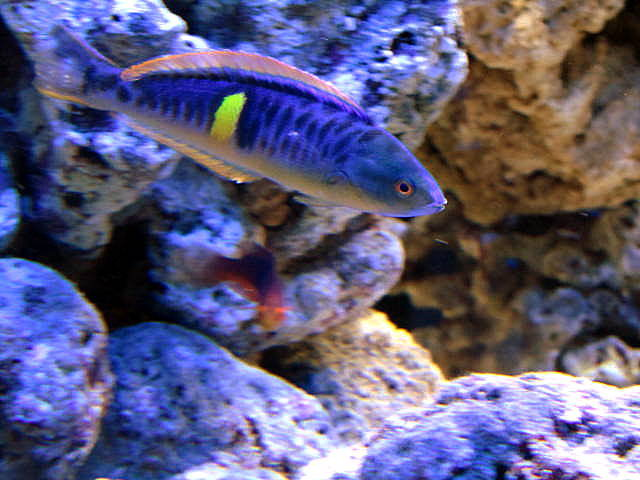
Pseudocoris bleekeri
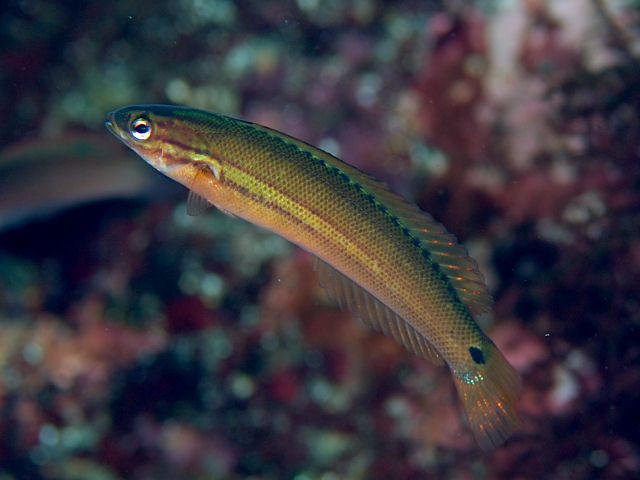
Pseudocoris ocellata
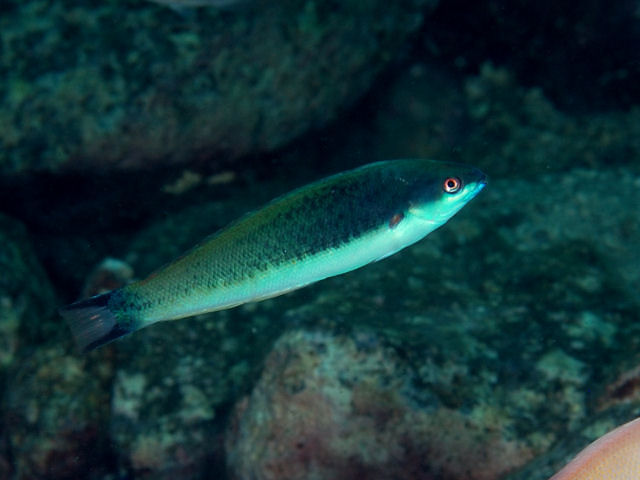
Pseudocoris yamashiroi